# Deutsche Schillerstiftung
Die Deutsche Schillerstiftung von 1859 mit Sitz in Weimar ist die älteste deutsche private Fördereinrichtung für Schriftsteller. Der Schwerpunkt ihres Wirkens liegt seit der Gründung 1855, ihrer Konstituierung 1859 und ihrer Wiedergründung 1995 in allgemeiner Literaturförderung durch dotierte Auszeichnungen für besondere schriftstellerische Leistungen. Nicht minder wichtig ist der Stiftung aber auch seit Anbeginn die finanzielle Unterstützung bedürftiger oder in Not geratener Schriftsteller oder ihrer Angehörigen.

## Geschichte

### Gründung und erste Jahrzehnte: Querelen und Erfolg
Auf Initiative des Schriftstellers Julius Hammer wurde im Mai 1855 ein Verein als Schillerstiftung gegründet, der es sich zunächst zur Aufgabe machen sollte, einen Fonds zur Unterstützung der Hinterbliebenen verarmter Schriftsteller zu begründen. Er wurde dabei unterstützt von seinen Kollegen Wilhelm Wolfsohn, Berthold Auerbach und Karl Gutzkow. Die eigentliche Konstituierung der Stiftung fand jedoch erst im Oktober 1859 im Dresdner Zwingerpavillon statt. Weimar wurde zunächst Hauptsitz des Vereins. Bereits vorher waren der Stiftung Gelder zur Verfügung gestellt oder gesammelt worden.
Den Stiftungszweck formulierte Gutzkow prägnant: Sie solle „literarischen Talenten tatkräftig Beistand leisten sowie Schriftstellern im Falle schwerer Lebenssorge helfen, … Mangel vom Herde der Dichter abwehren, vielversprechenden Talenten Muße zur Vollendung poetischer Werke und den im Dienste der Musen Ergrauten ein sorgenfreies Alter“ verschaffen. Als erster Schriftsteller wurde Otto Ludwig bereits im Gründungsjahr mit 400 Talern unterstützt.
Nachdem bereits vor der offiziellen Konstituierung der Deutschen Schillerstiftung in vielen Städten Zweigvereine entstanden waren, u. a. in Berlin, Frankfurt am Main, Stuttgart, München, Breslau, Darmstadt, wurden direkt nach der Gründung weitere Zweigstiftungen initiiert, u. a. in Linz, Danzig, Köln, Augsburg, Lübeck, Königsberg und Wien, wo Kaiser Franz Joseph die Schirmherrschaft übernahm.
Großherzog Carl Alexander verlieh der Stiftung 1859 das Privileg einer „moralischen Körperschaft“ und bemühte sich, das Schiller-Haus in Weimar für sie zu erwerben und den Hauptsitz in Weimar festzuschreiben, was ihm jedoch erst 1890 gelingen sollte.
Da die rasch entstandenen Zweigvereine rechtlich selbständige Organisationen waren, gab es untereinander Streitereien und Eifersüchteleien: Der wirtschaftlich starke Dresdner Verein zum Beispiel mit seinen Wegbereitern der Stiftung wollte den Hauptsitz nach Dresden ziehen und nicht als Zweigverein gelten. In Dresden hatten die Hauptinitiatoren ja bereits 1855 eine Dresdner-Schillerstiftung gegründet und 1859 dann die äußerst erfolgreiche Schiller-Lotterie-Stiftung, im Jahr also der Konstitution der Deutschen Schillerstiftung. Der wesentlich finanzschwächere Weimarer Verein am Hauptsitz beanspruchte deshalb aus Dresden mehr Geld als von den übrigen Filialvereinen, was wiederum der damaligen Satzung widersprach. Zusätzliche Verwirrung entstand durch die persönliche Geschichte der Dresdner Initiatoren: Friedrich Anton Serre auf Maxen (* 1789; † 1863) hatte bereits 1842 zusammen mit Julius Hammer eine Tiedge-Stiftung gegründet, die ähnliche Zwecke verfolgte wie die Dresdner-Schillerstiftung, und war finanziell gescheitert. Auch deshalb erhielt die Stiftung am Gründungssitz Dresden die Rechte einer juristischen Persönlichkeit erst im September 1860. Nach dem überwältigenden Erfolg der Schiller-Lotterie-Stiftung wurde die Dresdner Filiale Serre zu Ehren in Serre’sche Zweig-Schiller-Stiftung zu Dresden umbenannt; die Lotterie hatte das beträchtliche Grundvermögen der Stiftung in Höhe von 300.000 Talern erbracht.
In der folgenden Verwaltungsperiode (1865–1869) wurde Wien zum Hauptsitz (in der damaligen Satzung Vorort genannt) der Stiftung, Vorsitzender des Verwaltungsrates wurde Friedrich Halm, Generalsekretär war bis 1870 Ferdinand Kürnberger. 1870 bis 1874 war Weimar wieder Hauptsitz mit Julius Grosse als Nachfolger Gutzkows als Generalsekretär, 1875 bis 1879 Dresden, 1880 bis 1884 wieder Weimar. Während der sechsten Verwaltungsperiode mit Hauptsitz in München (1885–1889) wurde Paul Heyse Verwaltungsratsvorsitzender, Hans von Hopfen wurde Generalsekretär.
In diesen Jahren erwiesen sich vor allem folgende Persönlichkeiten als bedeutende Stifter der Deutschen Schillerstiftung: Berthold Auerbach, Heinrich Brockhaus, Cäsar Flaischlen, Friedrich Ludwig Jahn, Marie Louise von François, Franz Liszt, Fritz Reuters Ehefrau Luise, Kaiserin Augusta, Ludwig Bechstein, Marie von Ebner-Eschenbach, Philipp Eduard Devrient, Friedrich Wilhelm Hackländer, Karl von Holtei (der 1859 die Festrede zum 100. Geburtstag Schillers gehalten und ab 1865 selbst eine Pension von 500 Talern durch die Schiller-Stiftung erhielt), König Maximilian II. von Bayern, Conrad Ferdinand Meyer, Johann Nestroy, Ferdinand von Saar, Ernst von Wildenbruch. Der Schriftsteller Fritz Reuter und der Journalist Otto Braun vermachten Ende der 1890er Jahre ihre Villen der Deutschen Schillerstiftung.
Nachdem 1890 Weimar endgültig Hauptsitz der Deutschen Schillerstiftung geworden war, wurde Schillers Enkel Ludwig von Gleichen-Rußwurm 1895 bis 1901 Verwaltungsratsvorsitzender; ihn löste der weimarische Staatsminister Carl W. Rothe ab (bis 1921). – Das Vermögen und der Besitz der Stiftung vergrößerten sich zum Teil durch Erbschaften, wie die Reuter-Villa in Eisenach zeigt.
Die Ideen der Deutschen Schillerstiftung fanden auch Freunde in der Schweiz. Es entstand dort jedoch kein Zweigverein; vielmehr wurde in Zürich 1905 die von der deutschen Stiftung völlig unabhängige Schweizerische Schillerstiftung gegründet. Im selben Jahr erhielt die Deutsche Schillerstiftung vom Schillerverband Deutscher Frauen eine Spende über 250.000 Mark.
Bis zum Beginn des Ersten Weltkriegs war die Deutsche Schillerstiftung fest im literarischen Leben Deutschlands verankert. Sie konnte ihren Stiftungszweck glänzend erfüllen.

### Zwischen den Weltkriegen: Inflation und Zeit des Nationalsozialismus
Das Geldvermögen der Deutschen Schillerstiftung und ihrer Zweigstiftungen betrug im Jahr 1919 2.500.000 Papiermark. Es ging durch die Inflation nahezu völlig verloren. Der Schriftsteller Heinrich Lilienfein wurde 1920 Generalsekretär (und blieb dies über die Zeit des Nationalsozialismus hinaus auch in der DDR bis 1952).
Im Herbst 1933 wurde die Stiftung an die Reichsschrifttumskammer (RSK) angegliedert und damit Bestandteil des nationalsozialistischen Apparats zur Lenkung des Literaturbetriebs in Deutschland; die von der Stiftung vergebenen Hilfen zur sozialen Absicherung und Unterstützung notleidender Autoren fielen nun ausdrücklich unter die „gemeinsamen Maßnahmen zur Buchpropaganda“, die einheitlich in Zusammenarbeit aller damit befassten Organisationen von Staat und Partei (neben der Joseph Goebbels als Leiter der Reichskulturkammer unterstellten RSK waren das vor allem das Amt Rosenberg und die Parteiamtliche Prüfungskommission zum Schutze des nationalsozialistischen Schrifttums von Philipp Bouhler) durchgeführt wurden.
Nach dem sogenannten Anschluss Österreichs 1938 musste der bedeutende Wiener Zweigverein der Stiftung aufgelöst werden, die übrigen Zweigvereine wurden 1944 ebenfalls zwangsaufgelöst. Das Vermögen betrug zu diesem Zeitpunkt noch 200.000 Reichsmark. Die Aufnahme in die Goebbels-Stiftung für Kulturschaffende, einer unmittelbar vom Reichsministerium für Volksaufklärung und Propaganda gesteuerten Organisation, konnte jedoch verhindert werden.

### Nach dem Zweiten Weltkrieg: zwei Stiftungen
1946 gestattete der Verwaltungschef der Sowjetischen Militäradministration in Thüringen Iwan Sasonowitsch Kolesnitschenko (* 1907; † 1984) der Deutschen Schillerstiftung, ihre Arbeit wieder aufzunehmen. Heinrich Lilienfein wurde im Amt des Generalsekretärs bestätigt. Das in Bayern liegende Vermögen (Anlagen und Immobilien) wurde formell an den Münchner Treuhänder Hans Rheinfelder übergeben, der sich schon bisher als Vorstandsmitglied intensiv um die Belange der Stiftung gekümmert hatte.
In den 1950er Jahren entstand Verwirrung: Der Berliner Schriftsteller Werner Schendell strebte die Gründung einer Deutschen Friedrich Schillerstiftung an, nicht zuletzt, weil er der Ansicht war, die Weimarer Stiftung könne nicht mehr gesamtdeutsch agieren, oder sei gar erloschen. Erwin Ackerknecht, an den er sich um Auskunft gewandt hatte, teilte ihm zwar mit, dass die Deutsche Schillerstiftung nach wie vor existierte, sehr wohl gesamtdeutsch, wenn auch bescheiden, bedürftige Schriftsteller unterstützte (unter anderen Ludwig Finckh, Helmut Paulus, Hans Brandenburg), und vor allem kein Interesse an einer Parallelgründung habe. Die westdeutsche Initiative wurde jedoch weiterverfolgt: Im Dezember 1952 wurde die Deutsche Friedrich Schillerstiftung in Berlin gegründet, mit den Gründungsvorständen Joachim Tiburtius, Wolfgang Goetz, Wolf Lauckner, Paul Ronge, Walter Kahnert, Friedrich Karl Fromm und Werner Schendell. Einen Beitrittsaufruf unterstützten der damalige Bundespräsident Theodor Heuss und namhafte Schriftsteller der damaligen Zeit wie Hans Carossa und Carl Zuckmayer. Die 1953 verabschiedete Stiftungssatzung dieser zweiten Schillerstiftung berief sich ebenfalls ausdrücklich auf das Gründungsjahr 1859, stellte sich als Nachfolgerin dieser ursprünglichen Deutschen Schillerstiftung dar und behauptete – wider besseres Wissen –, diese sei 1945 erloschen. Die Deutsche Schillergesellschaft, die mit beiden Stiftungen in Verbindung stand, lehnte Vorstandmitgliedschaften in beiden Stiftungen ab, um ihren gesamtdeutschen Verbindungen und Arbeiten nicht zu schaden: Sie hatte zu dieser Zeit noch über 300 Mitglieder in der DDR und sogar eine Geschäftsstelle in Weimar. Nachdem die Deutsche Friedrich Schillerstiftung ihren Sitz nach Darmstadt verlegt hatte, weitete sie ihr soziales Programm aus, sie unterstützte nun vor allem das Verlegen von Romanen in Großdruck.
Thomas Mann nahm 1953 die Ehrenpräsidentschaft der Deutschen Schillerstiftung in Weimar an. Louis Fürnberg wurde 1955, Klaus Herrmann 1959 Generalsekretär.
Ab 1971 konnte die Stiftung aus politischen Gründen nicht weiter als gesamtdeutsche Institution geführt werden. Die Geschäftsstelle im Schiller-Haus musste 1977 aufgegeben werden. Wiederholte Versuche, die Stiftung zu liquidieren, misslangen. Autoren konnten jedoch nicht weiter gefördert werden, diese Aufgabe beanspruchte der Kulturfonds der DDR. Einzig die Unterstützung verarmter Schriftstellerwitwen blieb bestehen.
1987 konnten ca. 2500 historische Akten aus der Deutschen Staatsbibliothek (DDR) an die Deutsche Schillerstiftung rückgeführt werden. Sie sind heute Depositum im Goethe- und Schiller-Archiv Weimar.

### Wende und Neuanfang 1995
Im Jahre 1991 berief der Minister für Wissenschaft und Kultur des Landes Thüringen einen neuen Stiftungsrat, der bis zur Erstellung und Genehmigung einer neuen Satzung kommissarisch die Stiftung leiten sollte. Ihm gehörten Schriftsteller, Literaturwissenschaftler, Museumsleute, Juristen und hohe Verwaltungsbeamte an: Gerhard Dette (Darmstadt), Eberhard Dünninger (München), Lothar Ehrlich (Weimar), Harald Hartung (Berlin), Norbert Oellers (Bonn), Ulrich Ott (Marbach a. N.), Peter Rieck (Weimar), Hartmut Vogel (Bonn). Es stellte sich jedoch heraus, dass die Stiftung rechtlich nicht mehr existierte.
Diese komplizierte und unsichere Situation der Stiftung sollte durch Gutachten geklärt werden. Dies zog sich bis 1994 hin; nicht zuletzt um die Besitzverhältnisse der Weimarer Schillerstiftung im Westen zu bestimmen. Große Unterstützung erfuhren die Treuhänder durch den Freistaat Bayern und die Kester-Haeusler-Ehrengabe.
Die „alte“ Stiftung konnte nun liquidiert werden, die Wiedergründung als Deutsche Schillerstiftung von 1859 als rechtsfähige Stiftung des bürgerlichen Rechts wurde im September 1995 mit einem Festakt in Weimar begangen. Durch den Verkauf der Villa Otto Braun wurde ein finanzielles Grundvermögen erzielt, auf dessen Grundlage die Fördertätigkeit der wiedergegründeten Stiftung steht.

## Preise und Ehrengaben der Deutschen Schillerstiftung

### Von der Mitte des 19. Jahrhunderts bis 1990
Seit ihrer Gründung 1855 hat die Deutsche Schillerstiftung über 3.000 Schriftsteller mit Ehrengaben unterstützt. Hier eine kleine Auswahl: Peter Altenberg, Johannes R. Becher, Helene Böhlau, Theodor Däubler, Max Dauthendey, Richard Dehmel, Albert Ehrenstein, Herbert Eulenberg, Gustav Falke, Ludwig Feuerbach, Theodor Fontane, Leonhard Frank, Ferdinand Freiligrath, Reinhard Goering, Jakob Haringer, Georg Herwegh, Sophie Hoechstetter, Arno Holz, Ricarda Huch, Peter Huchel, Hans Henny Jahnn, Sarah Kirsch, Friederike Henriette Kraze, Isolde Kurz, Else Lasker-Schüler, Moritz Lazarus, Heinrich Lersch, Detlev von Liliencron, Agnes Miegel, Eduard Mörike, Wilhelm Raabe, Brigitte Reimann, Rainer Maria Rilke, Joachim Ringelnatz, Peter Rosegger, Ferdinand von Saar, Paul Scheerbart, Leopold Schefer, Johannes Schlaf, Wilhelm Schmidtbonn, Ina Seidel, Adalbert Stifter, Lulu von Strauß und Torney, Christian Wagner, Josef Viktor Widmann, Christoph Wieprecht, Ottilie Wildermuth, Paul Zech.

### Schiller-Plakette
Die Deutsche Schillerstiftung verlieh die Schiller-Plakette, um langjährige Mitarbeiter oder Personen zu ehren, die sich in besonderem Maße verdienstvoll gemacht hatten. Hier eine kleine Auswahl: Clare Benedikt (1924), Karl Glossy (1928), Artur Brausewetter (1935), Rudolf Krauß (1935), Hans Severus Ziegler (1943).

### Seit 1990
Auch nach der Wende vergab die Stiftung mehrere Preise und Ehrengaben an deutschsprachige Schriftsteller:
- 1991 an Irene Kreuder (die Witwe von Ernst Kreuder), Eberhard Haufe, Eberhard Hilscher, Erich Köhler, Johannes Kühn, Jürgen Rennert, Johannes Weidenheim und Joachim Wittstock
- 1992 an Georg K. Glaser, Angelika Mechtel, Fritz Mierau, Gert Neumann, Richard Pietraß, Helmut H. Schulz, Brigitte Struzyk und Walter Werner
- 1993 an Ilse von Niebelschütz (die Witwe von Wolf von Niebelschütz), Elke Erb, Harald Gerlach, Günter Herburger und Uwe Saeger
- 1994 an Helga M. Novak, Thomas Böhme, Horst Drescher, Kito Lorenc und Klaus Schlesinger
- 1995 an Ingomar von Kieseritzky und Hans Wollschläger

Mit der Neugründung 1995 als Deutsche Schillerstiftung von 1859 etablierte sie die angesehenen Auszeichnungen Schiller-Ring, den Förderpreis der Deutschen Schillerstiftung von 1859, die Otto Braun-Ehrengabe, die Christian Ferber-Ehrengabe, die Dr. Manfred Jahrmarkt-Ehrengabe, die Kester-Haeusler-Ehrengabe, die Adolf-Mejstrik-Ehrengabe für Lyrik sowie die Eugen Viehof-Ehrengabe, deren Empfänger im Folgenden genannt werden:

### Ehrengabe der Deutschen Schillerstiftung
Preisträger
- 2014 Werner Fritsch
- 2015 Volker Sielaff
- 2016 Uwe Kolbe
- 2017 Thomas Rosenlöcher
- 2018 Thomas Melle
- 2019 Thomas Stangl
- 2020 Gisela von Wysocki[7]
- 2021 Dagmara Kraus
- 2022 Julia Schoch und Kerstin Becker
- 2023 Aras Ören

### Schiller-Ring
Der Schiller-Ring ist ein deutscher Literaturpreis. Er wird von der Deutschen Schillerstiftung von 1859 in Weimar seit 1999 alle drei Jahre verliehen. Die Ehrung besteht aus einem goldenen Siegelring, in den das Porträt Friedrich Schillers eingeprägt ist, und ist mit einer Dotation in Höhe von 20.000 Euro verbunden (zuvor 30.000 Euro). Die Auszeichnung ging aus dem 1996 gestifteten Literaturpreis der Deutschen Schillerstiftung von 1859 hervor, den die Stiftung im gleichen Jahr an Wolfgang Hilbig vergab.
Preisträger
- 1999 Lenka Reinerová
- 2002 Wulf Kirsten
- 2005 Christoph Meckel
- 2009 Jürgen Becker

### Förderpreis der Deutschen Schillerstiftung von 1859
Mit dem Förderpreis der Deutschen Schillerstiftung von 1859 werden literarische Debütanten ausgezeichnet. Sie werden ausgewählt vom Träger des Schiller-Ringes. Die Verleihung findet im Jahr nach der Vergabe des Schiller-Ringes statt.
Preisträger
- 1989 Georg Seidel
- 2000 Katrin Dorn
- 2003 Olaf Velte
- 2006 Anja Utler

### Otto Braun-Ehrengabe
Die Otto Braun-Ehrengabe ist eine fördernde Auszeichnung, die in Erinnerung an den Münchner Schriftsteller und Journalisten Otto Braun seit 1995 in unregelmäßigen Abständen verliehen wird. Ende des 19. Jahrhunderts vermachte er der Deutschen Schillerstiftung seine Schwabinger Villa. Aus dem Erlös beim Verkauf des Gebäudes wurde 1995 die Vermögensgrundlage gebildet, deren Zinserträge nun die Dotierung der Ehrengabe bilden.
Empfänger
- 1995 Eckart Kleßmann
- 1996 Walther Petri
- 1997 Sigrid Damm
- 1998 Adolf Endler
- 2000 Ludwig Fels
- 2001 Kurt Drawert

### Christian Ferber-Ehrengabe
Die Deutsche Schillerstiftung von 1859 vergibt die Christian Ferber-Ehrengabe in Treuhänderschaft für die 1999 gegründete Christian und Ursula Ferber-Stiftung. Christian Ferber (eigentlich Heinrich Georg Balthasar Seidel, * 1919; † 1992), der Sohn der Dichterin Ina Seidel, war ein bekannter Schriftsteller, Kritiker und Journalist der zweiten Hälfte des 20. Jahrhunderts. Er wurde mehrfach mit dem Theodor-Wolff-Preis ausgezeichnet. Sein Andenken zu bewahren stiftete seine Frau Ursula Ferber-Seidel die Christian Ferber-Ehrengabe, die als eine der höchsten literarischen Anerkennungspreise in Deutschland gelten kann. Die Auszeichnung wird verliehen „in Anerkennung eines Lebenswerks und soll das Alterswerk ermöglichen und fördern“. Sie ist mit 500 Euro als monatliche Zuwendung auf Lebenszeit dotiert. Dem Schriftsteller Reiner Kunze wurde im Jahr 2000 diese Ehrengabe als erstem Empfänger zuerkannt. Im Jahr 2006 wurde sie Hans Bender, verbunden mit einer besonderen, einmaligen Dotierung, verliehen.

### Dr. Manfred Jahrmarkt-Ehrengabe
Aus den Erträgen einer 1997 von dem Verleger und Sachbuchautor Manfred Jahrmarkt errichteten Stiftung wird seit 1998 jährlich die Dr. Manfred Jahrmarkt-Ehrengabe verliehen. Mit ihr sollen deutschsprachige Schriftsteller ausgezeichnet werden, „die durch ihre künstlerische Leistung hervorgetreten sind“. Sie ist dotiert mit 5000 Euro.
Empfänger
- 1998 Helga Schütz
- 1999 Heinz Czechowski
- 2000 Ulrich Zieger
- 2001 Dieter Schlesak
- 2002 Christian Geissler
- 2003 Ralph Dutli
- 2004 Gerhard Falkner
- 2005 Gerd-Peter Eigner
- 2006 Guntram Vesper
- 2007 Jayne-Ann Igel
- 2008 Ria Endres
- 2011 Andreas Altmann

### Kester-Haeusler-Ehrengabe
Die Kester-Haeusler-Ehrengabe der Deutschen Schillerstiftung von 1859 wurde 1995 von der Kester-Haeusler-Stiftung gestiftet. Sie will einerseits das Gedächtnis an Caspar Haeusler (Mitglied im Reichstag 1907–1918) wachhalten, andererseits gemäß ihrer Satzung zur Förderung der deutschsprachigen Literatur beitragen. Die Auszeichnung wird jährlich verliehen und ist mit 6000 Euro (Stand 2018) dotiert.
Empfänger
- 1995 Peter Kurzeck
- 1996 Barbara Honigmann
- 1997 Johannes Schenk
- 1998 Christoph Meckel
- 1999 Rainer Kirsch
- 2000 Hartmut Lange
- 2001 Angela Krauß
- 2003 Christa Reinig
- 2004 Gregor Laschen
- 2005 Franz Hodjak
- 2006 Natascha Wodin
- 2007 Anne Dorn
- 2011 Wolfgang Schlüter
- 2013 Jürgen K. Hultenreich
- 2018 Anna Katharina Hahn

### Adolf-Mejstrik-Ehrengabe für Lyrik
Der historische Mejstrik-Preis wurde 1920 erstmals verliehen zur Erinnerung an den Wiener Buchhändler und Schriftsteller Adolf Mejstrik (* 1840; † 1918). Er hatte sich große Verdienste um den Wiener Zweigverein der Deutschen Schillerstiftung erworben. In Anknüpfung daran verleiht die Deutsche Schillerstiftung seit 1997 in unregelmäßigen Abständen die Adolf-Mejstrik-Ehrengabe für Lyrik. Sie ist mit 5000 Euro dotiert.
Empfänger
- 1997: Johannes Jansen
- 1998: Barbara Köhler
- 1999: Andreas Reimann
- 2000: Peter Waterhouse
- 2001: Gerald Zschorsch
- 2004: Günter Ullmann
- 2007: Michael Speier
- 2008: Sylvia Geist

Empfänger des historischen Mejstrik-Preises
- 1920: Ottokar Kernstock und Rainer Maria Rilke
- 1921: Franz Karl Ginzkey
- 1922: Max Mell
- 1923: Börries Freiherr von Münchhausen
- 1924: Agnes Miegel
- 1925: Albrecht Schaeffer
- 1926: Margarete Weinhandl
- 1927: Leopold Hörmann
- 1928: Hermann Hesse

### Eugen Viehof-Ehrengabe
Die Eugen Viehof-Ehrengabe vergibt die Deutsche Schillerstiftung seit 1996 in Trägerschaft für die ebenfalls 1996 gegründete Eugen-Viehof-Stiftung. Anlass für die Stiftung durch die vier Söhne war der 80. Geburtstag ihres Vaters Eugen Viehof. Die Auszeichnung wird jährlich vergeben und ist mit 5000 Euro dotiert.
Empfänger
- 1996 Werner Söllner
- 1997 Werner Dürrson
- 1998 Detlef Opitz
- 1999 Hanne Wickop
- 2000 Gert Loschütz
- 2001 Joseph Zoderer
- 2002 Katja Behrens
- 2003 Ror Wolf
- 2004 Reinhard Jirgl
- 2005 Andreas Koziol
- 2006 Johann P. Tammen
- 2007 Ulrike Kolb
- 2008 Bert Papenfuß-Gorek
- 2012 Volker Demuth
- 2014 Sabine Schiffner
- 2020 Sherko Fatah

### Anke Bennholdt-Thomsen-Lyrikpreis
Den von Alfredo Guzzoni gestifteten, nach der Germanistin Anke Bennholdt-Thomsen benannten Anke Bennholdt-Thomsen-Lyrikpreis verleiht die Deutsche Schillergesellschaft in Trägerschaft und Verwaltung für die Anke Bennholdt-Thomsen-Stiftung etwa alle zwei Jahre. Die Auszeichnung ist mit 10.000 Euro dotiert.
Preisträgerinnen
- 2010 Dorothea Grünzweig
- 2012 Sabine Scho
- 2015 Elke Erb
- 2017 Judith Zander
- 2019 Sina Klein
- 2020 Kerstin Preiwuß
- 2023 Nancy Hünger

### Ehrensenatoren
- Manfred Jahrmarkt
- Hermann Nehlsen

## Verwandte Themen
Folgende weitere traditionsreiche literarische Vereinigungen berufen sich auf den Namensgeber Friedrich Schiller:
- Die von den Ideen der Deutschen Schillerstiftung beeinflusste Schweizerische Schillerstiftung in Zürich.
- Den Weimarer Schillerverein und die Deutsche Schillergesellschaft in Marbach, die beide völlig andere Schwerpunkte setzen.
- Das Goethe- und Schiller-Archiv in Weimar.
- Friederike Serre unterstützte die mäzenatischen Bestrebungen ihres Mannes, des Mitgründers der Deutschen Schillerstiftung.
- Zu weiteren mit dem Namen Schillers verbundenen Auszeichnungen siehe Schiller-Preis.